# 桑原たけし
桑原 たけし（くわばら たけし、1936年12月15日 - 2014年頃）は、日本の男性声優、俳優。東京都出身。旧芸名・本名は桑原毅。

## 略歴
明治大学文学部演劇科卒。TBS放送劇団6期、土の会、牛の会、桐の会、東京アクタープロ、俳優企画を経て、2009年8月までは東京俳優生活協同組合に所属していた。
桑原に師事した経験のある髙嶺巌によると、2014年頃に死去したという。

## 人物
声種はバリトン。
特技は英語ナレーション、声楽。趣味はテニス、卓球。
免許・資格は普通自動車免許、日本語教師。
田の中勇と一緒に桜井センリに習っていた時期もあった。

## 出演

### テレビアニメ
1963年
- エイトマン（ミューラー）

1966年
- 鉄腕アトム (アニメ第1作)

1968年
- 怪物くん
- 巨人の星（1968年 - 1971年、大内山左右太郎）

1970年
- 赤き血のイレブン（山形豪十郎）
- アタックNo.1

1971年
- あしたのジョー
- アニメンタリー決断

1972年
- アストロガンガー（ブラスター9）

1973年
- 荒野の少年イサム（ナレーター）
- 侍ジャイアンツ（ウルフ・チーフ）

1975年
- 宇宙の騎士テッカマン（ドブライ）

1976年
- ドカベン（1976年 - 1979年、賀間）
- 母をたずねて三千里（サルバドール・バルボーサ）

1977年
- あらいぐまラスカル（アーサー）
- おれは鉄兵

1978年
- 無敵鋼人ダイターン3（1978年 - 1979年、カトロフ、ダルシア）

1980年
- 鉄腕アトム (アニメ第2作)（アトムの父）

1981年
- あしたのジョー2

1982年
- 愛の戦士レインボーマン（ミスターK）
- 亜空大作戦スラングル

1987年
- きまぐれオレンジ☆ロード（ニュースキャスター）
- シティーハンター（スミス）

1991年
- おにいさまへ…（英語教師）
- YAWARA! a fasionable Judo Girl!（司会者）

1996年
- 逮捕しちゃうぞ（長官）

2002年
- ラーゼフォン（教師）

### 劇場アニメ
- がんばれ!!タブチくん!!（1979年）[2]
- ドラえもん ぼく、桃太郎のなんなのさ（1981年、外人）
- おじさん改造講座（1990年、松戸課長）

### OVA
- 銀河英雄伝説（1991年、アイヘンドルフ）

### ゲーム
- 黒の断章 The Literary Fragment（1995年、涼崎聡）
- ToHeart（1997年、ジョージ）
- タツノコファイト（2000年、宇宙帝王ドブライ）
- あしたのジョー〜まっ白に燃え尽きろ!〜（2003年、ロバート）

### 吹き替え

#### 映画
- グッドモーニング, ベトナム（レビタン〈リチャード・ポートナウ〉）※フジテレビ版
- 皇帝のビーナス（ボルゲーゼ）※TBS版
- コップ・アンド・ハーフ（ヴィニー）
- スター・ウォーズ エピソード5/帝国の逆襲（ナレーター）※テレビ朝日版
- 1492 コロンブス（マルチェーナ〈フェルナンド・レイ〉） ※ビデオ版
- ダーティハリー ※テレビ朝日版
- 博士の異常な愛情（エース） ※テレビ朝日版（デラックスエディションBlu-ray収録）
- ハスラー（フィンドレー）
- ハロウィン（ウィン医師） ※TBS版・BD収録
- フランケンシュタインの怒り（司教）
- BODY/ボディ（ジェフリー〈フランク・ランジェラ〉） ※ビデオ版
- 摩天楼を夢みて（ジェームズ〈ジョナサン・プライス〉）
- 迷宮のレンブラント
- U・ボート（第二当直士官） ※ソフト版

#### ドラマ
- アウター・リミッツ（国防少佐、アナウンサー、トム・エヴァン、アニー・トラヴィス、ベリー警官、フレッド・トーマス）
- 刑事コロンボ 逆転の構図（カルヴィン・マクグルーダー、警官）
- シャーロック・ホームズの冒険
  - 入院患者（“ロシア貴族”の老人の“息子”）
- スパイ大作戦
  - 不死鳥を葬れ（警備員C）
  - 暗殺スパイ「山猫」（空港係官A）
  - 市長室乗っ取り（警官、学生A）
  - 時間差で口を割れ（兵隊、下士官）
  - 400万ドルの差し足（ジェファーズ、アナウンサー3）
  - 隔離室で何が起こったか?（弁護士、ドーソン）
  - 500万ドル麻薬合成計画（フェルナンド・ラローカ）
- チャームド〜魔女3姉妹
- 謎の円盤UFO 惑星Xクローズアップ作戦（追跡局の技師〈アラン・タッカー〉、NASAの管制官〈ボブ・シャーマン〉）
- プリズナーNo.6 将軍（村の放送）
- プロテクター電光石火 脱獄25万ドル（パニデス軍曹、空港アナウンス）

#### アニメ
- アラジンの大冒険（フリジード、ダルー）
- タンタンの冒険旅行（ミュラー / ムル・パジャ〈ドクター・ミュラー〉）

#### 人形劇
- キャプテン・スカーレット
  - 無人戦車ユニトロン!（ブルック少佐）
  - 北部地球防衛軍あやうし!（バローズ少尉）
  - にせミステロンあらわる!（警備員）
  - ミニ衛星をとばせ!（カーター）
- サンダーバード
  - スパイにねらわれた原爆（ヒッチハイクの男）
  - オートレーサー・アランの危機（場内放送）
  - 恐怖の空中ファッションショー（フランソワ・ラメアー）
  - サンダーバード6号（ホーガス〈偽物〉）※劇場公開版
- ジョー90
  - 消えた天才ピアニスト（ケリー、カスパー上院議員）
  - 二重スパイはだれだ?（A14、パリ空港アナウンス）
  - 恐怖の爆弾トラック（プレストン）
  - すばらしい誕生日
- ロンドン指令X 人工衛星スパイ（追跡局技師）

### 特撮
1967年
- キャプテンウルトラ（ナレーター〈第3話 - 第12話〉）

1972年
- 快傑ライオン丸（メレオンガの声）
- 超人バロム・1（バロム・1の声〈第10話 - 第11話〉）

1974年
- ウルトラマンタロウ（歌好き怪獣オルフィの声）

1985年
- 電撃戦隊チェンジマン（ゾノスの声、ペインの声、アハメス三獣士ギザンの声、ゾルテの声、ダロスの声）
- 月曜ドラマランド ゲゲゲの鬼太郎（ぬらりひょんの声）

1986年
- 時空戦士スピルバン（戦闘機械人メカガンマンの声）
- 超新星フラッシュマン（食通の作家）

1987年
- 超人機メタルダー（凱聖バルスキーの声、豪将タグスロンの声、雄闘バーロックの声、爆闘士ガラドーの声、暴魂ダーバーボの声、雄闘バーベリィの声、軽闘士デデモスの声）
- ゲゲゲの鬼太郎「妖怪奇伝魔笛エロイムエッサイム」(鉄鼠の声)

1988年
- 仮面ライダーBLACK
- 世界忍者戦ジライヤ（異形忍紅トカゲの声〈初代〉）
- 光戦隊マスクマン（ゴダイドグラーの声）
- 超獣戦隊ライブマン（ナレーション）

1989年
- 仮面ライダーBLACK RX（怪魔異生獣バングゴングの声、怪魔妖族・岩魔の声、怪魔ロボット・ヘルガデムの声、仮面ライダー2号の声、仮面ライダーストロンガーの声、仮面ライダーZXの声）

1990年
- 地球戦隊ファイブマン（コオロギンの声、5くん人形の声）

1991年
- 鳥人戦隊ジェットマン（カガミジゲンの声、魔神ゴーグの声、粘着ゴキブリの声）
- 特救指令ソルブレイン（ナレーター）

1992年
- 恐竜戦隊ジュウレンジャー（クロックル）
- 特捜エクシードラフト（電波研究所所長）

1993年
- 五星戦隊ダイレンジャー（虞翻）

1994年
- ブルースワット（ボナの声、ケルの声〈2代目〉）

1995年
- 超力戦隊オーレンジャー（バラデビルの声、市長）

1996年
- ウルトラマンティガ（悪質宇宙人レギュラン星人の声）
- 超光戦士シャンゼリオン（回収業の男/闇生物ミライザ）

1998年
- ウルトラマンダイナ（悪質宇宙人レギュラン星人ヅウォーカァ将軍の声）
- 電磁戦隊メガレンジャーVSカーレンジャー（カニネジラーの声）
- 星獣戦隊ギンガマン（ドルマーの声）

### テレビドラマ
- 旗本退屈男（ナレーション）
- パパ愛してる!!（1974年、ナレーション）
- 松本清張シリーズ たずね人（1977年） - アナウンサー
- 帝銀事件 大量殺人・獄中32年の死刑囚（1980年）
- 山河燃ゆ（1984年） - シグ木村
- ベイシティ刑事（1987年 - 1988年、ナレーション）
- 松本清張スペシャル・書道教授（1995年）

### バラエティ
- 8時だョ!全員集合（ナレーション）
- 日立 世界・ふしぎ発見!（1987年度ナレーション）
- さよならスケバン刑事〜風間三姉妹の逆襲〜（ナレーション）
- とんねるずのみなさんのおかげです（「キャプテンウルタカ」ナレーション）

### ラジオ
- マクセル・ユア・ポップス（エフエム東京）

### CMナレーション
- ハドソン（by ハドソンの声[いつ?][どれ?][要出典]）
- 武田薬品工業 アリナミンV（CMソングはテイク・ファイヴ、1980年代）
- フジッコ おまめさん（1981年、出演・牟田悌三）
- コカコーラ「ビーチボールプレゼント」（1976年）
- 太田胃散（1975年）